# 本杰明·芒福特
本杰明·伍尔菲尔德·芒福特（Benjamin Woolfield Mountfort，1825年3月13日—1898年3月15日）是一位从英格蘭移民到新西兰的建筑师，也是新西兰19世纪最重要的建筑师之一。他是基督城规划师，也是坎特伯雷省首位官方建筑师。芒福特受维多利亚女王时代后期英式天主教堂建筑风格影响很深，他将哥特复兴式建筑风格引入新西兰，其设计的哥特式木结构和石结构建筑在新西兰独一无二。

## 早期经历
芒福特出生在英格兰中部密德兰地区伯明翰市，香水制造商托马斯·芒福特和苏珊娜的儿子。芒福特青年时搬到伦敦，师从英式天主教堂建筑师理查德·克伦威尔·卡彭特，卡彭特中世纪哥特式建筑风格影响了芒福特一生。在完成学业后，芒福特开始了在伦敦的设计生涯，1849年他和艾米莉·伊丽莎白·纽曼结婚。1850年，他们坐着首批4艘船之一的“夏洛特·简”号，成为第一批到新西兰坎特伯雷的移民。这批人被称作朝圣者（The Pilgrims），他们的名字被刻在基督城教堂广场的大理石碑上。 

## 新西兰

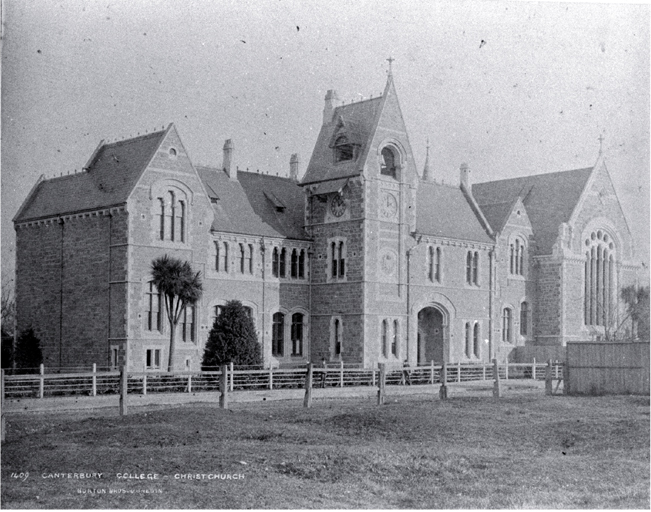
坎特伯雷大学大会堂由芒福特于1877年设计，組成有位於中央的鐘樓，以及位於右側的中世紀風格大廳。

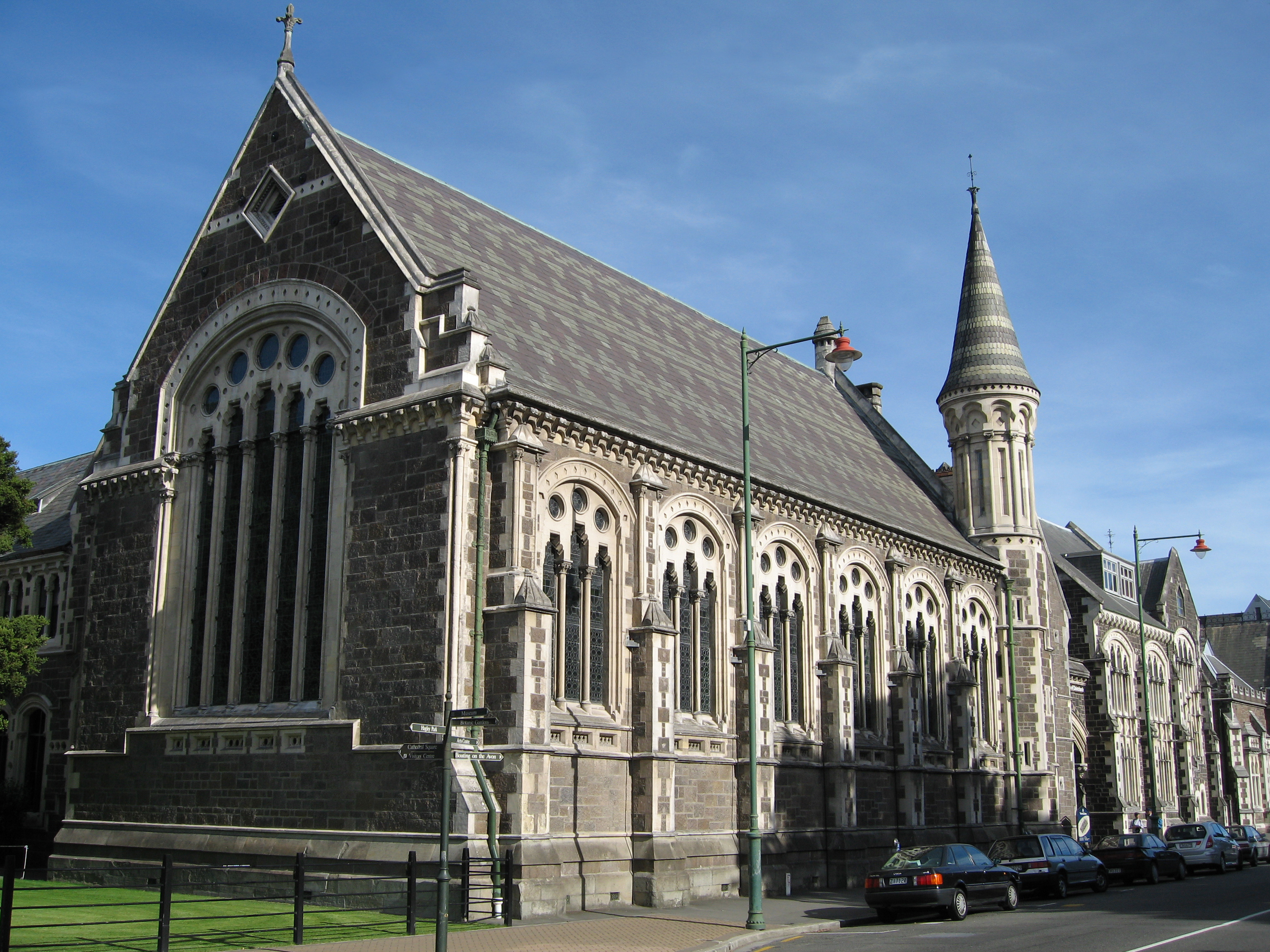
坎特伯雷大学，此為攝自大会堂右侧。

1850年，新西兰是一个新的国家。英国政府鼓励人民移民到殖民地，芒福特到达坎特伯雷的时候雄心勃勃，准备在这个新的殖民地发挥他的才干。他的妹妹苏珊娜和弟弟查尔斯以及查尔斯的太太也和他们一起来到新西兰，五个人的年纪在21岁到26岁之间。一开始在新西兰的生活是非常艰苦并令人失望的。芒福特发现基督城面积只比村庄大一点，主要是木头小屋，因此对建筑师的需求非常小。他在新西兰的第一个工作是利特尔顿的Most Holy Trinity教堂，该教堂在建成不久被大风吹毁而倒塌。灾难的主要原因是使用未干透的木材和他对当地建筑材料知识的匮乏。不管什么理由，结果导致他的名望下降。本地报纸也批评了他的设计。
这次事件过后，芒福特离开了建筑界，开了一家书店直到1857年。在这个时期他对摄影产生了兴趣，并成为他一生的爱好，通过为邻居拍照来补贴他微薄的收入。芒福特是共济会会员，这段时期他唯一设计的作品就是会所，也是南岛第一个共济会会员会所。

## 返回建筑界
1857年，芒福特回到了建筑界，和他妹妹苏珊娜的新丈夫艾萨克·卢克一起工作。1856年，基督城升格成为一个城市和坎特伯雷省的首府，需要进行大量的建设工作。新的城市的快速发展为芒福特和他新的合伙人创造了大量机会。1858年，他们接受了设计新的省议会大厦的任务，如今这座石头建筑被认为是芒福特最重要的作品之一。大厦于1861年开工，当时省议会的成员增加到35人，而原来的木头的房子面积太小而容纳不下那么多人。
宏伟的新大厦不仅仅包括了省议会工作的办公室，还包括餐厅和娱乐设施。从外部看，这幢建筑和芒福特早期设计的大多数建筑一样显得很简朴，一个中央的塔楼，两侧是三角墙，显露出浓郁的哥特复兴式建筑风格。然而，内部却是色彩绚丽，在中世纪的风格中透露着维多利亚时代特色，其中包括彩色玻璃，一座全世界只有五座的大型双面钟。房间内部装修华丽，富有新西兰特色，本土雕刻家威廉·布拉辛顿负责了雕刻工作。
由于当地建筑师的匮乏，芒福特和卢克之前设计的规模小一些房子已经吸引了城市官员们的注意，这座建筑的成功更是奠定了芒福特在新西兰的设计地位，也是他成功的开始。

## 芒福特的哥特式风格

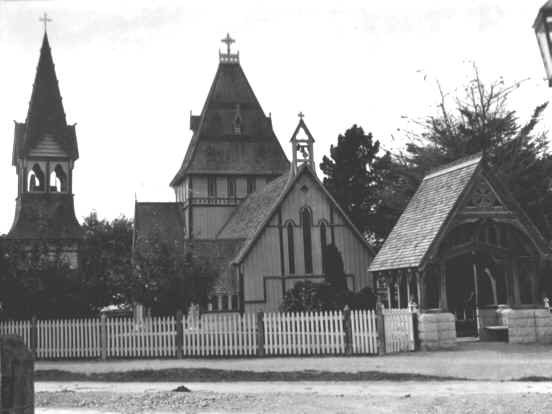
怀玛特的圣奥古斯丁教堂由芒福特于1872年设计。主教座堂的設計擁有中世紀鐘樓的縮影，這種設計成功地流行紐西蘭各處。

18世纪后期，哥特复兴式建筑风格开始流行起来。芒福特16岁的时候得到了由哥特复兴式风格大师奧古斯塔斯·普金所著的两本著作《The True Principles of Christian or Pointed Architecture》和《An Apology for the Revival of Christian Architecture》，从那时开始，芒福特就受普金强英式天主教堂建筑风格的影响，到他21岁成为理查德·克伦威尔·卡彭特的弟子时，这种影响就更深了。卡彭特和芒福特一样，钟爱于英式天主教堂建筑风格。
芒福特在新西兰早期的设计比卡彭特更具有英国特色，高高的尖顶窗和三角墙运用得很多。渐渐地，他形成了一种更欧洲化的风格，设计中带有法国特色的塔楼、角楼和尖尖的装饰性屋顶。这种设计风格不仅仅是芒福特独有的，英国设计师阿尔弗雷德·沃特豪斯等人也具有该风格。英国国家博物馆和圣潘克拉斯车站就是这种法国城堡风格的体现，而当时该风格在殖民地的运用比在英国本土更普及。尽管该风格在英国遭受到批评，却在大洋彼岸的美国广受欢迎，纽约第五大道上就有很多哥特式城堡和宫殿。
芒福特作为一个建筑大师，吸取了一些华丽手法来适合新西兰当地建筑资源有限的情况。当时美国很多地区木结构的教堂很多，通常是简洁的古典设计，而芒福特在新西兰设计的木教堂比他设计的石教堂更具有华丽的哥特式特点。1857年，他和卢克一起竞标奥克兰政府大厦的陈述中概括了他的设计理念：
“当我们看那些自然的建筑，如高山和小坡，轮廓无规律而变化多端；相应地，桥墩、墙壁和角楼也应该各不相同。然而培养出来的毕业生往往不经过努力，设计中规中矩。其实只要研究一棵橡树或者榆树就可以驳倒那些常规的理论。”2
这就是芒福特贯彻一生的设计理念。

## 省建筑师

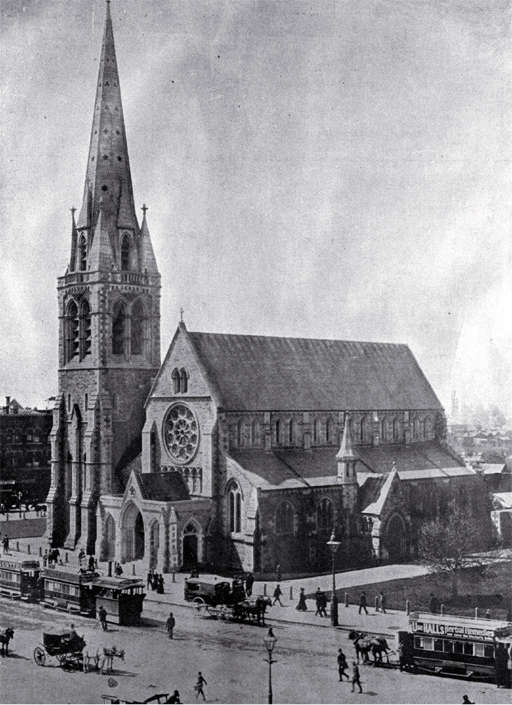
基督城主教座堂由乔治·吉尔伯特·斯科特设计，芒福特设计了尖塔并负责教堂建造。

1864年，芒福特被任命为“省建筑师”，同时负责基督城罗马天主教区木头教堂的设计。这个教堂几经扩大，后来被重新命名为主教座堂。芒福特喜欢采用木头作为原料，他认为这样可以更好地体现哥特式的风格，因此他设计的建筑在新西兰呈现出独特的哥特式风格。1869年到1882年之间，他设计了基督城博物馆和坎特伯雷大学。
坎特伯雷大学的建造从钟楼开始。大学于1877年落成，是新西兰第一所专门建造的大学。大学体现了芒福特一贯的哥特式风格，同期英国建造的牛桥也有类似哥特复兴式建筑风格。这座维多利亚女王时代的大学四周围绕着石头庭院，所有建筑物的正面的哥特主题都很明显，而对角的宽大的楼梯窗户则有布卢瓦中世纪城堡的影子。整个学校的布局与普金在芒福特家乡伯明翰设计的慈悲学院相似，该学院大约于1843年建成，也是芒福特从孩提时代就熟悉的设计。这种风格贯穿了所有大学里的建筑以及芒福特其它作品，基督城也因拥有众多哥特式的城市和公共建筑在新西兰彰显特色。
乔治·吉尔伯特·斯科特是基督城主教座堂的设计师，也是芒福特的老师，希望芒福特作为建设监督，督造教堂工程。提议被教堂委员会通过，然后，由于资金的问题建造工作迟迟不能进行，直到1873年，芒福特才正式成为监督建筑师。芒福特补充主建筑师的设计，主要是教堂的塔楼和西门廊。他也设计了正面，哈普纪念堂和北门廊。直到1904年，芒福特去世后6年，教堂才全部竣工。这座教堂富有浓厚了欧洲哥特风格，钟楼位于教堂主楼的边上而不是像英国传统教堂那样在主楼上方。1872年，芒福特和他人一起建立了基督城建筑师协会，负责城市后期发展规划。芒福特的事业也达到了顶峰时期。

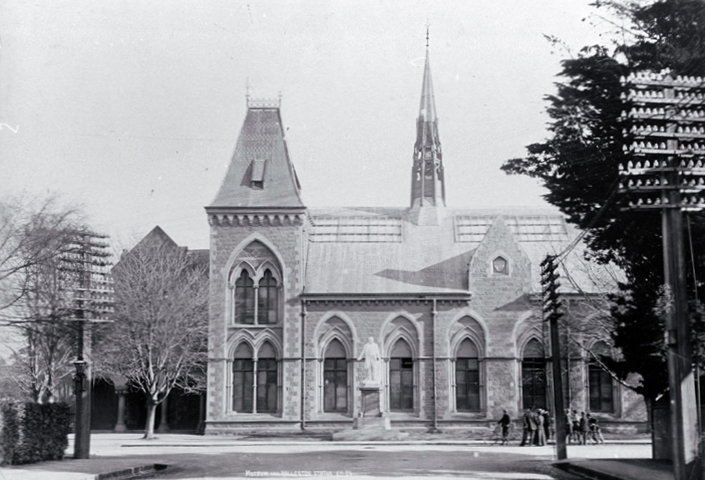
基督城博物館由班傑明·芒福特設計。於1882年完工，具有濃厚的法國風情。

1880年代，芒福特被认为是新西兰首席教堂设计师，他一生一共设计了超过40座教堂。1888年，他设计了内皮尔圣约翰大教堂，该建筑于1931年毁于一场地震。1886年到1887年之间，芒福特设计了奥克兰的主座教堂-圣玛丽教堂，这是一座木结构教堂，也是他设计的最大的教堂之一。圣玛丽教堂面积为9000平方英尺（800平方米），是全世界最大的木结构哥特式教堂。这座有着优美的白色山墙的教堂的管理人员宣称它是新西兰最漂亮的建筑之一。1898年，教堂投入圣职使用，这也是芒福特最后的作品之一。
除了设计建筑外，芒福特还热衷于艺术，他是一个有才华的艺术家，尽管他的大部分画作都是建筑设计图。他是一个虔诚的英格兰教会，也是许多英格兰教会教堂的管理会成员和主教辖区委员会成员。他是第一位省建筑设计师，受到年轻的设计师的崇敬。本杰明·芒福特于1898年逝世，享年73岁。芒福特被埋葬在爱文塞德教堂墓地，1876年他参与了该教堂的维修设计工作。

## 芒福特作品评价

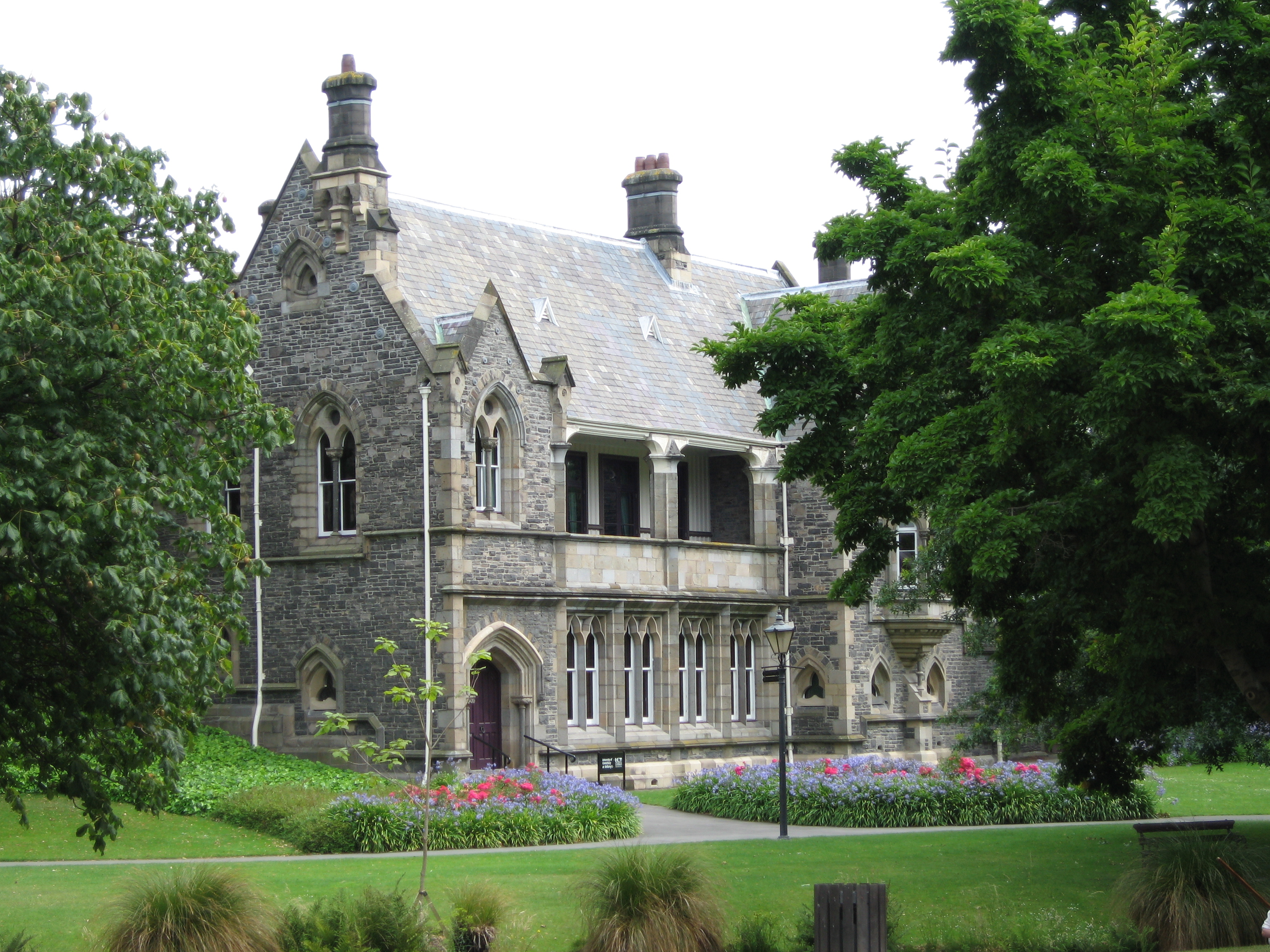
坎特伯雷省议会大厦，此為芒福特在紐西蘭最早的哥德式建築，而這樣風格也成為他的商標。

如果要评论芒福特的作品，就不能将它们和欧洲当时的建筑设计背景分开而论。1860年代，新西兰是一个发展中国家，在欧洲普遍使用建筑材料和资源在新西兰却很缺乏。即使存在，质量也往往很差，正如芒福特的第一个作品，就是使用了没有干透的木材而倒塌。他在他新的国家早期设计的作品都太高或太陡，没有充分考虑到非欧洲的气候和自然景色。不过，他很快就适应起来，利用当地天然的粗劣的材料来提高自己的设计水平。

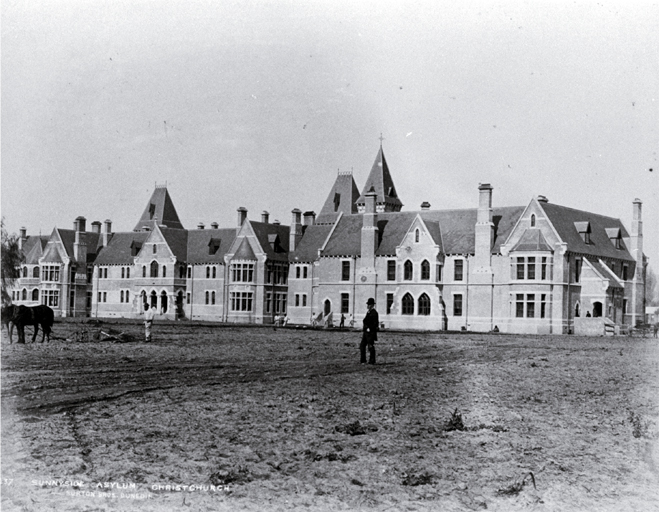
基督城阳光收容所，1891年竣工，這是一個芒福特的後期的主要作品。。

基督城和附近地区由于独特的哥特式风格在新西兰独树一帜，其中主要归功于本杰明·芒福特。芒福特也接受私人建筑的设计委托，不过他设计的公共建筑，如城市功能性建筑和教堂，更广为人知。他在原材料匮乏的情况下为基督城设计的哥特式石头建筑是一个伟大的成就，如果放在牛津或剑桥不一定合适。他的个人风格独特的木头哥特式教堂在今天已经成为坎特伯雷省19世纪的缩影。它们被接受，并且事实上已经成为风景的一部分。这样，本杰明·芒福特独特的建筑风格就等同于坎特伯雷省的特点。在他逝世后，他的儿子西里尔·芒福特延续了他父亲的风格。如今，大部分芒福特设计的公共建筑依然在使用。他和同时代的设计师罗伯特·劳森一起被认为是新西兰19世纪最伟大的建筑师之一。

## 本杰明·芒福特设计的建筑

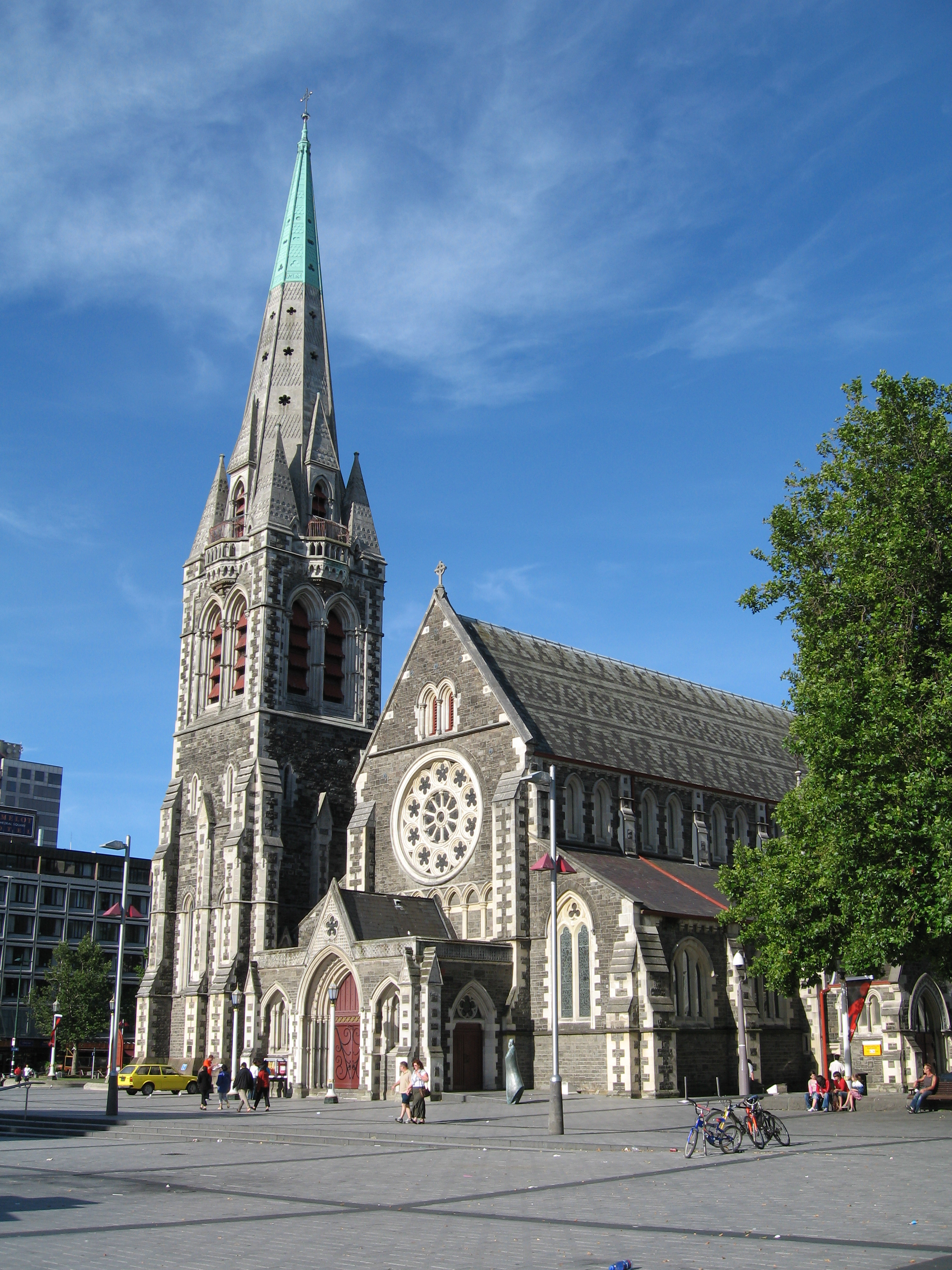
基督城主教座堂於1904年落成，至今保留原貌。

- 1851年，利特尔顿Most Holy Trinity。（已毁）
- 1858年─1865年，坎特伯雷省议会大厦。
- 1863年，基督城主教座堂（Christchurch Cathedral）。 （页面存档备份，存于）
- 1869年─1882年，基督城博物馆。
- 1872年，怀玛特的圣奥古斯丁教堂（St. Augustine's  Church）。 （页面存档备份，存于）
- 1873年，基督城的特里尼蒂教堂（Trinity Church）。
- 1876年，爱文塞德教堂（Avonside Church）圣坛。 （页面存档备份，存于）
- 1877年，帕帕努依圣保罗教堂（St Paul's Church）。
- 1882年，坎特伯雷大学。 （页面存档备份，存于）  （页面存档备份，存于）
- 1884年，好牧羊人教堂（Church of the Good Shepherd）。
- 1886年，圣玛丽教堂（St Mary's Church）。.
- 1888年，内皮尔的圣约翰大教堂（St John's Cathedral）。
- 1881年─1893年，阳光收容所（Sunnyside Asylum）。